# Hessisches Landesamt für Naturschutz, Umwelt und Geologie

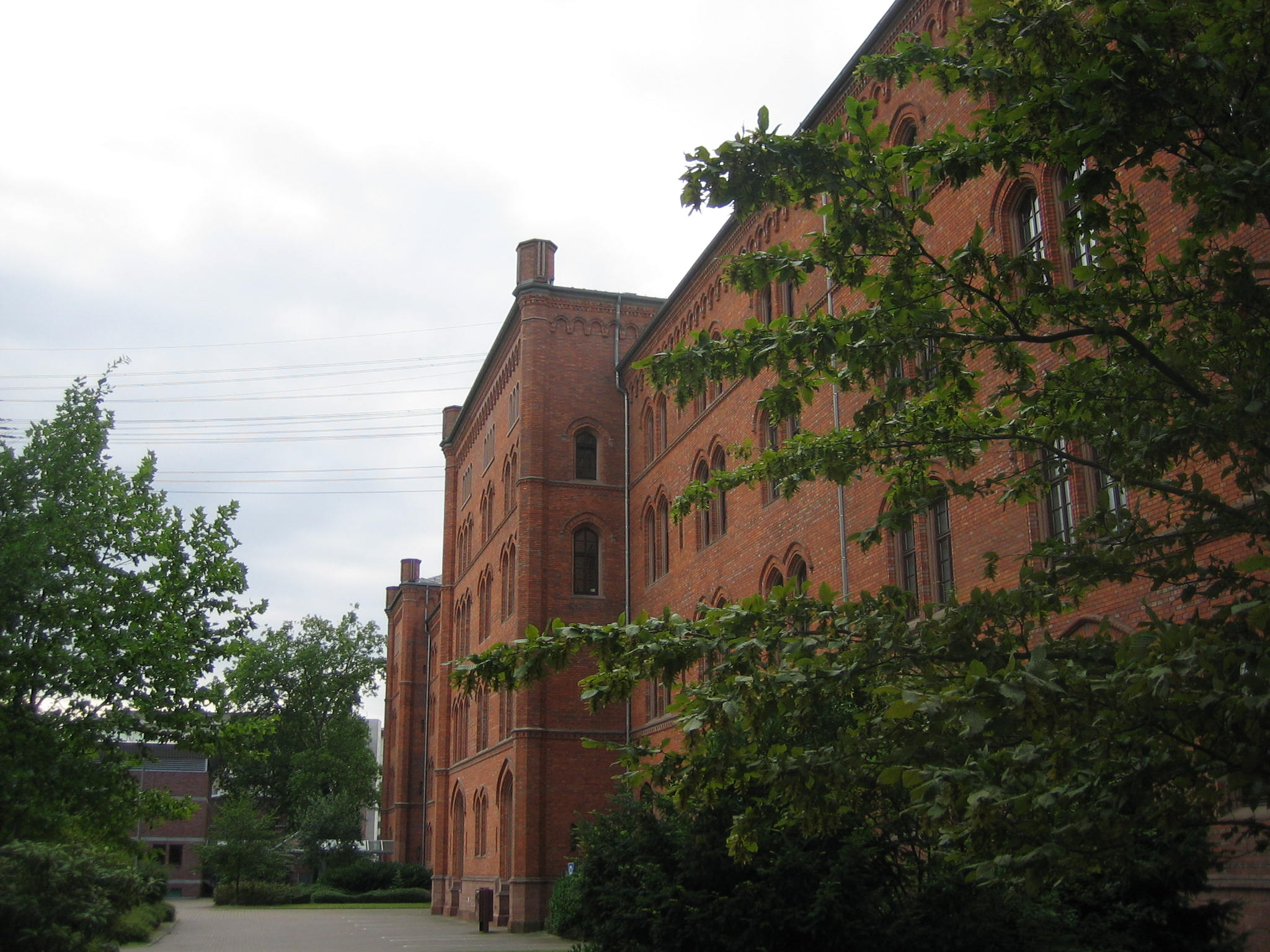
Das Gebäude des HLNUG in Wiesbaden-Biebrich; ehemalige Rheinkaserne

Das Hessische Landesamt für Naturschutz, Umwelt und Geologie (HLNUG) ist eine technisch-wissenschaftliche Umweltbehörde im Geschäftsbereich des Hessischen Umweltministeriums.
Präsident des HLNUG ist Thomas Schmid.

## Geschichte
Die Behörde entstand am 1. Januar 2000 durch Zusammenlegung des Hessischen Landesamtes für Bodenforschung (HLFB) und der Hessischen Landesanstalt für Umwelt (HLFU). Seit Oktober 2008 ist hier auch das Fachzentrum Klimawandel Hessen eingerichtet. Seitdem am 1. Januar 2016 die Abteilung Naturschutz hinzugekommen ist, heißt die Behörde Hessisches Landesamt für Naturschutz, Umwelt und Geologie, abgekürzt HLNUG.

## Aufgaben

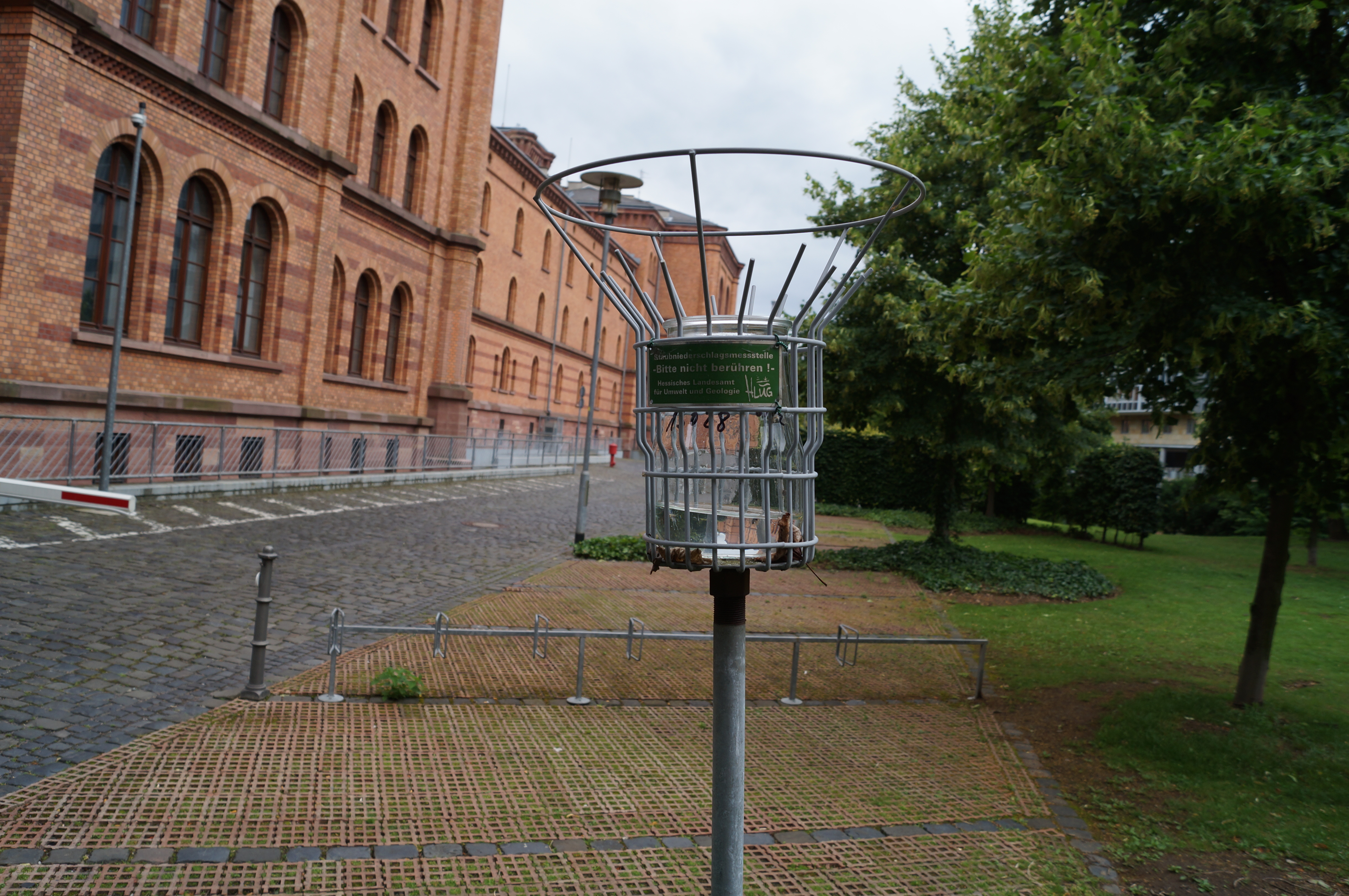
Staubniederschlagsmessstelle des Hessischen Landesamts für Naturschutz, Umwelt und Geologie in Frankfurt-Gutleutviertel

Das HLNUG untersucht und überwacht die wesentlichen Umweltmedien Wasser, Boden und Luft sowie die naturschutzrelevanten Lebensräume und Arten in Hessen. Es nimmt zentrale Aufgaben wie die Weiterentwicklung der Geodateninfrastruktur wahr.
Das HLNUG sammelt, erfasst und bewertet Naturschutzdaten sowie Daten zum Zustand und zur Veränderung der Umweltmedien und erstellt daraus Konzepte, Handlungsempfehlungen und Gutachten. Es berät Ministerien und andere Behörden und informiert Fachkreise und die Öffentlichkeit durch Veröffentlichungen, Veranstaltungen und das Internet.

## Standorte
Das Hessische Landesamt für Naturschutz, Umwelt und Geologie hat seinen Sitz in Wiesbaden mit Außenstellen in Kassel, Gießen und Darmstadt sowie in Bad Hersfeld, Ebsdorfergrund, Hünstetten und Villmar.